# Anomia (ciencias sociales)

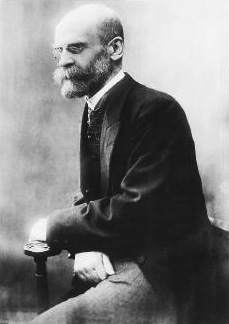
Emile Durkheim, uno de los fundadores de la sociología moderna e introductor del término "anomia".

Se denomina anomia (del griego ἀνομία / anomía: prefijo ἀ- a- «ausencia de» y νόμος / nómos «ley, orden, estructura») a la falta de normas o incapacidad de la estructura social de proveer a ciertos individuos de lo necesario para lograr las metas de la sociedad. El término es utilizado en sociología y ciencias sociales.
También definida como discrepancia en el énfasis entre objetivos y medios, es prevalente en ciertas esferas sociales y genera frustración a nivel individual. Puede producirse cuando todas las personas comparten unos mismos objetivos, pero carecen de idénticas oportunidades.

## Historia del concepto
Se trata de un concepto que ha ejercido gran influencia en la teoría sociológica contemporánea. También ha ofrecido una de las explicaciones más convincentes de la conducta desviada en el individuo y en la sociedad.

### La anomia como individual
El término fue introducido en primer lugar por el sociólogo Émile Durkheim en La división del trabajo en la sociedad (1893): "Un estado sin normas que hace inestables las relaciones del grupo, impidiendo así su cordial integración", así como en su obra El suicidio (1897) y posteriormente por el sociólogo estructuralista Robert K. Merton (Social Theory and Social Structure, 1949; "Teoría social y estructura social") y en (1964) en Anomie, anomia and social interaction: contexts of deviant behavior: "Las estructuras sociales ejercen una presión definitiva en ciertas personas de la sociedad, de tal manera que producen una conducta inconformista en vez de una conformista".
En su libro El suicidio, Durkheim estudia las causas y tipologías de esta conducta y encuentra que se caracteriza por una pérdida o supresión de valores (morales, religiosos, cívicos...) junto con las sensaciones asociadas de la alienación y la indecisión. Y esta disminución de los valores conduce a la destrucción y la reducción del orden social: las leyes y normas no pueden garantizar una regulación social. Este estado lleva al individuo a tener miedo, angustia, inseguridad e insatisfacción y lo pueden conducir al suicidio. La anomia casera también induce el suicidio: una alta tasa de divorcios, por ejemplo, lo favorece estadísticamente. La anomia es una falta de regulación de la sociedad sobre el individuo, al que impide limitar sus deseos sufriendo un mal "infinito".
La anomia es, pues, en nuestras sociedades modernas, un factor regular y específico de los suicidios; es una de las fuentes de que se alimenta la frecuencia anual [...] El suicidio anómico se distingue en que no depende de la manera como los individuos se unen a la sociedad, sino de la forma en que ella los reglamenta. (Émile Durkheim, El suicidio)
La anomia es bastante común cuando el entorno social asume cambios significativos en economía, por ejemplo, ya sea para bien o para mal, y más generalmente cuando existe una brecha significativa entre las teorías ideológicas y valores comunes enseñados y la práctica en la vida diaria.
La anomia se entiende quizá mejor y más profundamente entre autonomía y heteronomía a través de los conceptos de Karl Marx de valor de uso y valor de cambio, y las ideas de Carl Gustav Jung sobre introversión y extraversión retomadas por Erich Fromm

### La anomia como desorden social
El término anomia, que se emplea en sociología para referirse a una desviación o ruptura de las normas, es también utilizado para señalar las sociedades o grupos en el interior de una sociedad que sufren un caos debido a la ausencia de reglas de buena conducta comúnmente admitidas, implícita o explícitamente, o peor: debidas al reinado de reglas que promueven el aislamiento o incluso el pillaje más que la cooperación.
Robert K. Merton se interesó en la anomia a finales de los años treinta del siglo XX y describió las reglas que, si no son seguidas, conducen a ella:
- Los fines culturales como deseos y esperanzas de los miembros de la sociedad.

- Unas normas que determinen los medios que permitan a la gente acceder a esos fines culturales.

- El reparto o distribución de estos medios para acceder a dichos fines culturales.

La teoría propuesta por Merton está basada en la existencia de una estructura social que contiene la distribución de clases y de una estructura cultural que determina los fines y los medios socialmente aceptados para alcanzarlos. La anomia es en este caso una disociación entre los objetivos culturales y el acceso de ciertos sectores a los medios necesarios para llegar a esos objetivos. La relación entre los medios y los fines se debilita.
El contexto sociopolítico de Robert K. Merton era el de un emergente estado de bienestar y la desviación era un problema social. Con el desarrollo del Estado-Providencia hubo un aumento paralelo de sociólogos considerados útiles para encontrar soluciones a los problemas sociales. Actualmente, la relativización de los medios culturales a través del pluralismo conduce sobre todo al problema de la inseguridad del comportamiento y de la orientación, de la individualización y de la desintegración social. 
Sin embargo, la anomia aparece por primera vez como concepto sociológico con el filósofo Jean-Marie Guyau (Esquisse d’une morale sans obligation ni sanction, 1885, "Esbozo de una moral sin obligación ni sanción") como fenómeno benéfico intrínseco a toda sociedad:
La anomia, para Guyau, crea formas nuevas de relaciones humanas, de autonomías que no son las de una referencia a unas normas constituidas, sino abiertas a una creatividad posible. Ella no resulta, como en Durkheim, de un porcentaje estadístico; incita al individuo a unas sociabilidades hasta entonces desconocidas, de las cuales dirá que la creación artística es la manifestación más fuerte (Jean Duvignaud)
Friedrich Hayek utiliza el término anomia en este sentido.
Por otra parte, el concepto de anomia está vinculado a otros como el control social y la desviación. Pero la anomia se debe al actuar de un agente social manifiesto en ausencia de normas en relación con el éxito en un rol dentro del sistema. La regulación moral correspondiente codificada en normas sociales, queda obsoleta en la función de favorecer la solidaridad orgánica, por lo que se produce una desinstitucionalización por falta de los referidos valores normativos, en un abanico que va desde los usos y costumbres al extremo más grave de la falta de igualdad de oportunidades sociales para avanzar al siguiente escalón de nuevos bienes culturales, religiosos o societarios del progresivo estadio de desarrollo.
Concretamente, según Durkheim, la anomia implica la falta de normas que puedan orientar el comportamiento de los individuos. En el funcionalista Merton, sin embargo, la anomia representa la imposibilidad para ciertos individuos de acceder a los medios que sirven para obtener los fines establecidos socialmente, o viceversa.
La mayor presión conducente al desvío se da entre los grupos socioeconómicos más bajos y las conductas desviadas son: el crimen la delincuencia juvenil, la drogadicción, la violencia doméstica o violencia en general, el suicidio, los desórdenes mentales, el alcoholismo, etc. Se supone que la anomia es un colapso de la gobernabilidad al no poder controlar una emergente situación de alienación experimentada por un individuo o una subcultura, lo que provoca una situación desorganizada que resulta en un comportamiento no social.
Las formulaciones sociológicas de la anomia hechas por Durkheim y Merton han llegado a ocupar un lugar importante en la sociología contemporánea, porque han tratado de explicar distintas formas de conducta desviada en el seno de la sociedad global y su estructura social; cómo los individuos se comportan ante la situación de anomia o cómo adecuan sus actitudes ante fines y medios, fue categorizado por Robert K. Merton con una Tabla que desarrolla la "Teoría de la tensión" (Strain Theory).
Merton creía que en la sociedad hay trayectorias institucionalizadas hacia el éxito y su teoría de la tensión sostiene que la anomia es causada por la dificultad que tienen los que viven carentes en pobreza para alcanzar por medios legítimos metas socialmente valoradas. Para aquellos que, por ejemplo, no consiguen logros educativos es más difícil alcanzar la riqueza y el estatus social asegurado por un empleo bien pagado, y por tanto, es más probable que utilicen medios criminales para obtener estas metas. Merton sugiere cinco adaptaciones a este dilema en su célebre "Tabla":
1. Innovación: individuos que aceptan metas socialmente aprobadas, pero no necesariamente los medios socialmente aprobados.
2. Retraimiento: los que rechazan metas socialmente aprobadas y los medios para adquirirlos.
3. Ritualismo: los que compran en un sistema de medios socialmente aprobados, pero pierden de vista las metas. Merton creía que los consumidores compulsivos están en esta categoría.
4. Conformidad/Conformismo: los que se ajustan a los medios y a las metas del sistema.
5. Rebelión: gente que niega metas y medios socialmente aprobados creando un nuevo sistema de metas y de medios aceptables.

Una dificultad con la teoría de la tensión es que no explica por qué niños de familias con ingresos bajos tendrían mal desempeño educativo, en un primer momento y por qué muchas conductas anómicas no tienen motivación económica; la teoría de la tensión no logra explicar del todo la violencia.
Hacia finales de la década de 1970 los trabajos de Merton, en particular los textos de la serie Estructura social y anomia, fueron objeto de serias críticas puesto que sus principales hipótesis no habían encontrado suficiente evidencia empírica. No obstante, y a pesar de la dureza de los embates recibidos, los conceptos de anomia y tensión se mantuvieron dentro de ciertos contextos académicos y nunca fueron del todo desplazados.
La anomia es un concepto sociológico, psicológico y ecológico explicativo y operativo de situaciones de hecho de la demanda del individuo y la oferta de la sociedad, dentro de un proceso de desarrollo o de adaptación. Su medición puede enfocarse como desviaciones normativas o actitudes personales.

## Otras interpretaciones
Carlos Santiago Nino, en Un país al margen de la ley (1992), señala sobre la base de la sociedad argentina una larga serie de conductas observables que configuran un conjunto social anómico: la forma en que se transita por los espacios públicos, cómo estos son cuidados, la naturalidad con que se evaden las responsabilidades cívicas "pago de impuestos, por ejemplo", la forma en que se contamina el ambiente, la extensión de la corrupción, etc. Testimonios todos de una sociedad abrazada a la ilegalidad entendida como falta de respeto a las normas; según Nino, el factor anómico opera por sí mismo en la generación de niveles bajos de eficiencia y productividad, y distingue tres tipos de ilegalidad diferentes:
A) La mera desviación individual que ocurre cuando los individuos encuentran conveniente "para sus intereses" dejar de observar la ley "dado el probable comportamiento de otros".
B) La que se presenta cuando ocurre un conflicto social que lleva a un sector a desconocer la legitimidad de la autoridad que dicta las normas en cuestión.
C) La que llama anomia boba, que implica situaciones sociales en las que todos resultan perjudicados.
La anomia boba no es resultado de intereses o valoraciones que la ley no pudo satisfacer y que se buscan satisfacer al margen de ella: es una forma de inobservancia que produce una disfuncionalidad en la sociedad. Para caracterizarla, Nino presenta el siguiente razonamiento:

Se podría decir que hay anomia cuando la no observancia de alguna norma en un cierto grupo social, sería eficiente, en el sentido de que ese estado de inobservancia sería óptimo respecto de cualquier otra situación posible; o sea, en ese estado nadie estaría peor y alguno, por lo menos, estaría mejor. Sin embargo, este criterio no es operativo si tomamos como parte del grupo social relevante a individuos que tienen propósitos lógicamente incompatibles con los de los demás. La eficiencia de una acción colectiva es anómica, si la inobservancia de una determinada norma conduce a una suma agregada mayor de satisfacción de preferencias, descontando cierta frustración de preferencias. Por el contrario una acción social es anómica, en el sentido de "ilegalidad boba", si resulta menos eficiente que cualquiera otra que podría darse en la misma situación colectiva y en la que se observa una cierta norma.

Robert K. Merton señaló que la conducta anómala puede considerarse como un síntoma de disociación entre las aspiraciones culturales y los caminos socialmente estructurados para llegar a dichas aspiraciones.
Nino sugiere que las normas sociales se formulan para reducir las anomalías y permitir alcanzar los fines o aspiraciones. La inobservancia de tales normas, en el caso de la "anomia boba", adquiere básicamente tres formas:
A) El comportamiento finalista: cuando se adhiere a los fines generales pero pretendiendo satisfacerlos a través de una conducta diferente a la prescripta por la norma.
B) El comportamiento formalista/ritualista: cuando se observa la norma ignorando los fines a la que ella sirve (aun cuando tal comportamiento frustre los fines). Estos comportamientos distinguen a la conducta típicamente burocrática.
C) El comportamiento "chicanero": cuando se aprovechan los intersticios de las normas para satisfacer fines personales.
La anomia se constituye con la generalización en el grupo social de cualquiera de las tres variedades de comportamientos mencionados. Desde Kant se sabe que uno de los rasgos de la moral es la autonomía, y que ella se manifiesta por la aceptación de los principios o normas por sus propios méritos, y no por haber sido prescriptas por alguna autoridad, o por las circunstancias en que deben ser aplicadas. Pero buena parte de las acciones que desarrollamos no tienen eficacia por sí solas, sino como parte de prácticas sociales; pretender realizar la mejor acción desde el punto de vista moral, aisladamente, sin tomar en cuenta los efectos que producirá en combinación con otras, es una irresponsabilidad. Por lo tanto, lo que necesitamos justificar sobre la base de principios morales autónomos, no son acciones aisladas, sino nuestra contribución o no a las prácticas colectivas.